# تب بازگشتی شپشی
عامل تب بازگشتی شپشی اپیدمیک(نوعی از epidemic louse-borne relapsing fever (LBRF)) گونه بورلیا رکورنتیس (Borrelia recurrentis) می‌باشد. زمانی که شپش از فردی که از تب بازگشتی شپشی رنج می‌برد خون‌خواری کند، عامل بیماری همراه خون بلعیده می‌شود. تمام اسپیروکت‌ها طی ۲۴ ساعت در مجرای گوارشی شپش ناپدید می‌شوند. در این مدت بسیاری از اسپیروکت‌ها از بین می‌روند ولی آن‌هایی که زنده می‌مانند از جدار معده شپش عبور کرده و وارد هموسل می‌شوند. در هموسل اسپیروکت به سرعت تکثیر می‌یابد و تنها راهی که باعث ابتلای انسان به این بیماری می‌شود له‌شدن شپش و ورود اسپیروکت به بدن از طریق زخم یا خراش یا غشای مخاطی می‌باشد.
برخی گونه‌های بورلیا تب راجعهٔ اندمیک ایجاد می‌کنند مانند بورلیا duttonii عامل تب بازگشتی ناشی از نیش کنه اندمیک شرق آفریقا (Endemic East African tick-borne relapsing fever). همچنین عامل انواع دیگری از تب بازگشتی ریکتزیاها و Bartonella quintana هستند.